# 公平匡武
公平 匡武（きみひら まさたけ、1898年（明治31年）7月19日 - 1944年（昭和19年）7月18日）は、日本の陸軍軍人。最終階級は陸軍中将。

## 経歴
山形県出身。山口で陸軍少将・公平忠吉の二男として生まれる。陸軍中央幼年学校予科、中央幼年学校本科を経て、1919年（大正8年）5月、陸軍士官学校（31期）を卒業。同年12月、砲兵少尉に任官し野砲兵第18連隊付となる。1922年（大正11年）11月、陸軍砲工学校高等科（28期）を優等で卒業。1927年（昭和2年）12月、陸軍大学校（39期）を卒業した。
1928年（昭和3年）12月、参謀本部付勤務となり、参謀本部員、フランス駐在、フランス大使館付武官補佐官を務め、1934年（昭和9年）3月、砲兵少佐に進級。同年12月、参謀本部付となる。1935年（昭和10年）7月、参謀本部員（作戦課）に就任し、1937年（昭和12年）8月、砲兵中佐に昇進。同年10月、中支那方面軍参謀に発令され日中戦争に出征。1939年（昭和14年）3月、砲兵大佐に進んだ。同年9月、支那派遣軍参謀（第1課長）に転じ、参謀本部付、野砲兵第20連隊長を歴任。
1941年（昭和16年）9月、第4軍参謀に発令され満州に赴任。1942年（昭和17年）8月、同軍参謀長に就任し、1943年（昭和18年）8月、陸軍少将に進級。同年9月、第8方面軍参謀副長に発令され太平洋戦争に出征。1944年（昭和19年）6月、第31軍参謀副長に転じ、サイパンの戦いに参戦し、同年7月に戦死し陸軍中将に進んだ。墓所は多磨霊園。